# A Ruróni Kensin fejezeteinek listája
A Ruróni Kensin című manga fejezeteit bemutató lap.

## Kötetek
| Kötet | Cím | Cím | Megjelenési dátum | Megjelenési dátum |  |
| Kötet | Magyar | Japán | Japán | Magyar |  |
| ----- | --- | --- | --- | --- |  |
|       | | | | |  |
| 1     | Kensin, avagy Himura Battószai | Kensin ● Himura Battószai (剣心•緋村抜刀斎) | 1994. szeptember 2. | 2007. szeptember |  |
| 1     | Fejezetek - 001. Kensin, avagy Himura Battószai (剣心•緋村抜刀斎; Kensin ● Himura Battószai) - 002. A vándor a városba megy (流浪人•街へ行く; Ruróni macsi e iku) - 003. A tokiói szamuráj, Mjódzsin Jahiko ( 東京府士族•明神弥彦; Tókjó-fu sizoku: Mjódzsin Jahiko) - 004. A Kassin-rjú újjászületik (活心流•再始動; Kassin-rjú: szaisidó) - 005. A bunyós (喧嘩の男; Kenka no otoko) - 006. Szagara Szanoszuke ellen (対決•相楽左之助; Taikecu: Szagara Szanoszuke) - Extra történet 1: Ruróni – Egy kardforgató története a Meidzsi-romantika korából (特別編① るろうに-明治剣客浪漫譚; Tokubecuhen: Ruróni – Meidzsi kenkaku rómantan)                                                                      | Fejezetek - 001. Kensin, avagy Himura Battószai (剣心•緋村抜刀斎; Kensin ● Himura Battószai) - 002. A vándor a városba megy (流浪人•街へ行く; Ruróni macsi e iku) - 003. A tokiói szamuráj, Mjódzsin Jahiko ( 東京府士族•明神弥彦; Tókjó-fu sizoku: Mjódzsin Jahiko) - 004. A Kassin-rjú újjászületik (活心流•再始動; Kassin-rjú: szaisidó) - 005. A bunyós (喧嘩の男; Kenka no otoko) - 006. Szagara Szanoszuke ellen (対決•相楽左之助; Taikecu: Szagara Szanoszuke) - Extra történet 1: Ruróni – Egy kardforgató története a Meidzsi-romantika korából (特別編① るろうに-明治剣客浪漫譚; Tokubecuhen: Ruróni – Meidzsi kenkaku rómantan)                                                                      | Szereplő(k) a borítón - Himura Kensin - Kamija Kaoru Oldalszám 190                                                                                             | Szereplő(k) a borítón - Himura Kensin - Kamija Kaoru Oldalszám 190                                                                                             |  |
| 1     | ISBN: ISBN 978-4-08-871499-8 ISBN 978-963-8753-97-7 | | | |  |
|       | | | | |  |
| 2     | A két emberölő | Hitokiri futari (人斬りふたり) | 1994. december 2. | 2008. január 22. |  |
| 2     | Fejezetek - 007. A gonosz jele (悪一文字; Aku icsimondzsi) - 008. Új bajtárs (そして仲間がまた一人; Szosite nakama ga mata hitokiri) - 009. Kurogasza (黒笠; Kurogasza) - 010. Sin no ippó (心の一方; Sin no ippó) - 011. Masni és önfejűség (リボンとわがまま; Ribon to vagamama) - 012. A két emberölő (人斬りふたり; Hitokiri futari) - 013. A név jelentése (志士名の由来; Sisi na no jurai) - 014. Halál a holdfényben (月下終焉; Gekka súen) - 015. Úri hölgy szökésben (逃走麗女; Tószó reidzso) | Fejezetek - 007. A gonosz jele (悪一文字; Aku icsimondzsi) - 008. Új bajtárs (そして仲間がまた一人; Szosite nakama ga mata hitokiri) - 009. Kurogasza (黒笠; Kurogasza) - 010. Sin no ippó (心の一方; Sin no ippó) - 011. Masni és önfejűség (リボンとわがまま; Ribon to vagamama) - 012. A két emberölő (人斬りふたり; Hitokiri futari) - 013. A név jelentése (志士名の由来; Sisi na no jurai) - 014. Halál a holdfényben (月下終焉; Gekka súen) - 015. Úri hölgy szökésben (逃走麗女; Tószó reidzso) | Szereplő(k) a borítón - Himura Kensin - Kamija Kaoru - Szagara Szanoszuke - Mjódzsin Jahiko Oldalszám 206                                                      | Szereplő(k) a borítón - Himura Kensin - Kamija Kaoru - Szagara Szanoszuke - Mjódzsin Jahiko Oldalszám 206                                                      |  |
| 2     | ISBN: ISBN 978-4-08-871500-1 ISBN 978-963-8753-98-4 | | | |  |
|       | | | | |  |
| 3     | Az indíték | Ugoku vake (動く理由) | 1995. február 2. | 2008. április 19. |  |
| 3     | Fejezetek - 016. Megumi, Kanrjú, és… (恵、観柳そして･･･; Magumi, Kanrjú, szosite…) - 017. Az Onivabansú támadása (御庭番強襲; Onivaban kjósú) - 018. Kensin csapata (剣心組奮迅; Kensin-gumi fundzsin) - 019. Az aizui lány (会津の娘; Aizu no muszume) - 020. Az indíték (動く理由; Ugoku vake) - 021. Közelgő vihar (疾風怒濤; Sippú dotó) - 022. A Kanrjú-birtok lerohanása (観柳邸突入; Kanrjútei tocunjú) - Extra történet 2: Ruróni – Egy kardforgató története a Meidzsi-romantika korából (特別編② るろうに-明治剣客浪漫譚; Tokubecuhen 2: Ruróni – Meidzsi kenkaku rómantan) | Fejezetek - 016. Megumi, Kanrjú, és… (恵、観柳そして･･･; Magumi, Kanrjú, szosite…) - 017. Az Onivabansú támadása (御庭番強襲; Onivaban kjósú) - 018. Kensin csapata (剣心組奮迅; Kensin-gumi fundzsin) - 019. Az aizui lány (会津の娘; Aizu no muszume) - 020. Az indíték (動く理由; Ugoku vake) - 021. Közelgő vihar (疾風怒濤; Sippú dotó) - 022. A Kanrjú-birtok lerohanása (観柳邸突入; Kanrjútei tocunjú) - Extra történet 2: Ruróni – Egy kardforgató története a Meidzsi-romantika korából (特別編② るろうに-明治剣客浪漫譚; Tokubecuhen 2: Ruróni – Meidzsi kenkaku rómantan) | Szereplő(k) a borítón - Himura Kensin - Kamija Kaoru Oldalszám 200                                                                                             | Szereplő(k) a borítón - Himura Kensin - Kamija Kaoru Oldalszám 200                                                                                             |  |
| 3     | ISBN: ISBN 978-4-08-871503-2 ISBN 978-963-8753-99-1 | | | |  |
|       | | | | |  |
| 4     | Kettős befejezés | Futacu no kecumacu ( 二つの結末) | 1995. április 4. | 2008. március 17. |  |
| 4     | Fejezetek - 023. Harcművész és kém (隠密拳法家•般若; Omnicu kenpó-ka: Hannja) - 024. Hannja veresége, és a sebhelyes Sikidzsó (壮烈の般若、創痍の式大尉; Szórecu no Hannja, szói no Sikidzsó) - 025. Mesterek összecsapása (豪腕対決; Góvan taikecu) - 026. Az okasira, Sinomori Aosi (御頭•四之森蒼紫; Okasira: Sinomori Aosi) - 027. A harc hevében (激闘; Gekitó) - 028. A küzdelem vége (死闘の果て; Sitó no hate) - 029. Kettős befejezés – Megumi (二つの結末–恵–; Futacu no kecumacu – Megumi–) - 030. Kettős befejezés – Aosi (二つの結末–蒼紫–; Futacu no kecumacu – Aosi–) | Fejezetek - 023. Harcművész és kém (隠密拳法家•般若; Omnicu kenpó-ka: Hannja) - 024. Hannja veresége, és a sebhelyes Sikidzsó (壮烈の般若、創痍の式大尉; Szórecu no Hannja, szói no Sikidzsó) - 025. Mesterek összecsapása (豪腕対決; Góvan taikecu) - 026. Az okasira, Sinomori Aosi (御頭•四之森蒼紫; Okasira: Sinomori Aosi) - 027. A harc hevében (激闘; Gekitó) - 028. A küzdelem vége (死闘の果て; Sitó no hate) - 029. Kettős befejezés – Megumi (二つの結末–恵–; Futacu no kecumacu – Megumi–) - 030. Kettős befejezés – Aosi (二つの結末–蒼紫–; Futacu no kecumacu – Aosi–) | Szereplő(k) a borítón - Himura Kensin - Szagara Szanoszuke - Mjódzsin Jahiko - Sinomori Aosi Oldalszám 184                                                     | Szereplő(k) a borítón - Himura Kensin - Szagara Szanoszuke - Mjódzsin Jahiko - Sinomori Aosi Oldalszám 184                                                     |  |
| 4     | ISBN: ISBN 978-4-08-871504-9 ISBN 978-963-9794-00-9 | | | |  |
|       | | | | |  |
| 5     | Kardforgatás a Meidzsi-korban | Meidzsi kendzsucu mojó (明治剣術模様) | 1995. június 2. | 2008. december 7. |  |
| 5     | Fejezetek - 031. Extra történet: Jahiko harca 1. (番外編·弥彦の闘い (前編); Bangaihen: Jahiko no tatakai (zenpen)) - 032. Extra történet: Jahiko harca 2. (番外編·弥彦の闘い (中編); Bangaihen: Jahiko no tatakai (csúhen)) - 033. Extra történet: Jahiko harca 3. (番外編·弥彦の闘い (後編); Bangaihen: Jahiko no tatakai (kóhen)) - 034. Kardforgatók a Meidzsi-korban (明治剣術模様; Meidzsi kendzsucu mojó) - 035. A férfi, akit Raidzsútának hívnak (その男·雷十太; Szono otoko: Raidzsúta) - 036. A titkos kard (秘剣; Hiken) - 037. Beszélgetés a kertben (塚山庭園会談; Cukajama teien kaidan) - 038. Jutaró titka (由太郎の腕前; Jutaró no udemae) - 039. Az összecsapás (衝突; Sótocu)                | Fejezetek - 031. Extra történet: Jahiko harca 1. (番外編·弥彦の闘い (前編); Bangaihen: Jahiko no tatakai (zenpen)) - 032. Extra történet: Jahiko harca 2. (番外編·弥彦の闘い (中編); Bangaihen: Jahiko no tatakai (csúhen)) - 033. Extra történet: Jahiko harca 3. (番外編·弥彦の闘い (後編); Bangaihen: Jahiko no tatakai (kóhen)) - 034. Kardforgatók a Meidzsi-korban (明治剣術模様; Meidzsi kendzsucu mojó) - 035. A férfi, akit Raidzsútának hívnak (その男·雷十太; Szono otoko: Raidzsúta) - 036. A titkos kard (秘剣; Hiken) - 037. Beszélgetés a kertben (塚山庭園会談; Cukajama teien kaidan) - 038. Jutaró titka (由太郎の腕前; Jutaró no udemae) - 039. Az összecsapás (衝突; Sótocu)                | Szereplő(k) a borítón - Himura Kensin - Kamija Kaoru - Szagara Szanoszuke - Mjódzsin Jahiko Oldalszám 188                                                      | Szereplő(k) a borítón - Himura Kensin - Kamija Kaoru - Szagara Szanoszuke - Mjódzsin Jahiko Oldalszám 188                                                      |  |
| 5     | ISBN: ISBN 978-4-08-871505-6 ISBN 978-963-9794-01-6 | | | |  |
|       | | | | |  |
| 6     | Aggodalomra semmi ok | Sinpaimujó (心配無用) | 1995. augusztus 4. | 2009. május 17. |  |
| 6     | Fejezetek - 040. A példakép (理想の男; Riszó no otoko) - 041. Újabb titkos kard (もうひとつの秘剣; Mó hitocu no hiken) - 042. Nem tudsz semmit (お前は知らない; Omae va siranai) - 043. Végkifejlet (決着; Keccsaku) - 044. Aggodalomra semmi ok (心配無用; Sinpaimujó) - 045. Extra fejezet: Szanoszuke és a kép 1. (番外編·左之助と錦絵 (前編); Bangaihen: Szanosuke to nisiki-e (zenpen)) - 046. Extra fejezet: Szanoszuke és a kép 2. (番外編·左之助と錦絵 (中編); Bangaihen: Szanosuke to nisiki-e (csúhen)) - 047. Extra fejezet: Szanoszuke és a kép 3. (番外編·左之助と錦絵 (後編); Bangaihen: Szanosuke to nisiki-e (kóhen)) - Extra történet 3: Újhold a háború idején (衝の突; Szengoku no mikazuki) | Fejezetek - 040. A példakép (理想の男; Riszó no otoko) - 041. Újabb titkos kard (もうひとつの秘剣; Mó hitocu no hiken) - 042. Nem tudsz semmit (お前は知らない; Omae va siranai) - 043. Végkifejlet (決着; Keccsaku) - 044. Aggodalomra semmi ok (心配無用; Sinpaimujó) - 045. Extra fejezet: Szanoszuke és a kép 1. (番外編·左之助と錦絵 (前編); Bangaihen: Szanosuke to nisiki-e (zenpen)) - 046. Extra fejezet: Szanoszuke és a kép 2. (番外編·左之助と錦絵 (中編); Bangaihen: Szanosuke to nisiki-e (csúhen)) - 047. Extra fejezet: Szanoszuke és a kép 3. (番外編·左之助と錦絵 (後編); Bangaihen: Szanosuke to nisiki-e (kóhen)) - Extra történet 3: Újhold a háború idején (衝の突; Szengoku no mikazuki) | Szereplő(k) a borítón - Himura Kensin Oldalszám 208 | Szereplő(k) a borítón - Himura Kensin Oldalszám 208 |  |
| 6     | ISBN: ISBN 978-4-08-871506-3 ISBN 599-988-3704-40-0 | | | |  |
|       | | | | |  |
| 7     | Meidzsi 11. éve, május 14. | Meidzsi dzsúicsinen gogacu dzsújonka (明治十一年五月十四日) | 1995. október 4. | 2009. december 12. |  |
| 7     | Fejezetek - 048. Az ébredő farkas (蘇る狼; Jomigaeru ókami) - 049. A vad farkas (豺狼; Szairó) - 050. Cselszövés (蠢動; Sundó) - 051. Szemtől szemben (対峙; Taidzsi) - 052. A vicsorgó farkas (牙を剥く狼; Kiba vo muku ókami) - 053. A hívás (呼応; Koó) - 054. A küzdelem vége (二人を止める者; Futari vo tomerumono) - 055. Ókubo kérése (大久保利通の依頼; Ókubo Tosimicsi no irai)) - 056. Meidzsi 11. éve, május 14. - délelőtt (明治十一年五月十四日-午前-; Meidzsi dzsúicsinen gogacu dzsújonka -gozen-) - 057. Meidzsi 11. éve, május 14. - délután (明治十一年五月十四日-午後-; Meidzsi dzsúicsinen gogacu dzsújonka -gogo-)                                                                         | Fejezetek - 048. Az ébredő farkas (蘇る狼; Jomigaeru ókami) - 049. A vad farkas (豺狼; Szairó) - 050. Cselszövés (蠢動; Sundó) - 051. Szemtől szemben (対峙; Taidzsi) - 052. A vicsorgó farkas (牙を剥く狼; Kiba vo muku ókami) - 053. A hívás (呼応; Koó) - 054. A küzdelem vége (二人を止める者; Futari vo tomerumono) - 055. Ókubo kérése (大久保利通の依頼; Ókubo Tosimicsi no irai)) - 056. Meidzsi 11. éve, május 14. - délelőtt (明治十一年五月十四日-午前-; Meidzsi dzsúicsinen gogacu dzsújonka -gozen-) - 057. Meidzsi 11. éve, május 14. - délután (明治十一年五月十四日-午後-; Meidzsi dzsúicsinen gogacu dzsújonka -gogo-)                                                                         | Szereplő(k) a borítón - Himura Kensin - Szaitó Hadzsime Oldalszám 192                                                                                          | Szereplő(k) a borítón - Himura Kensin - Szaitó Hadzsime Oldalszám 192                                                                                          |  |
| 7     | ISBN: ISBN 978-4-08-871507-0 ISBN 599-988-3704-40-0 | | | |  |
|       | | | | |  |
| 8     | A Meidzsi Tókaidón | Meidzsi Tókaidócsú (明治東海道中) | 1995. december 1. | 2010. április 24. |  |
| 8     | Fejezetek - 058. Kiotóba... 1. rész (京都へ… (前編); Kjóto e (zenpen)) - 059. Kiotóba... 2. rész (京都へ… (後編); Kjóto e (kóhen)) - 060. Megumi érzései, Kaoru érzései (恵の気持ち·薫の気持ち; Megumi no kimocsi, Kaoru no kimocsi) - 061. Az érzéketlen férfi (無情の男; Mudzsó no otoko) - 062. A Meidzsi Tókaidón (明治東海道中; Meidzsi Tókaidócsú) - 063. Makimacsi Miszao (巻町 操; Makimacsi Miszao) - 064. Bújócska (鬼ごっこ; Onigokko) - 065. Mindenki a maga útján (道中それぞれ; Dócsú szorezore) - 066. A magára hagyott falu (見捨てられた村; Miszuterareta mura) | Fejezetek - 058. Kiotóba... 1. rész (京都へ… (前編); Kjóto e (zenpen)) - 059. Kiotóba... 2. rész (京都へ… (後編); Kjóto e (kóhen)) - 060. Megumi érzései, Kaoru érzései (恵の気持ち·薫の気持ち; Megumi no kimocsi, Kaoru no kimocsi) - 061. Az érzéketlen férfi (無情の男; Mudzsó no otoko) - 062. A Meidzsi Tókaidón (明治東海道中; Meidzsi Tókaidócsú) - 063. Makimacsi Miszao (巻町 操; Makimacsi Miszao) - 064. Bújócska (鬼ごっこ; Onigokko) - 065. Mindenki a maga útján (道中それぞれ; Dócsú szorezore) - 066. A magára hagyott falu (見捨てられた村; Miszuterareta mura) | Szereplő(k) a borítón - Himura Kensin - Kamija Kaoru - Szagara Szanoszuke - Mjódzsin Jahiko - Makimacsi Miszao Oldalszám 186                                   | Szereplő(k) a borítón - Himura Kensin - Kamija Kaoru - Szagara Szanoszuke - Mjódzsin Jahiko - Makimacsi Miszao Oldalszám 186                                   |  |
| 8     | ISBN: ISBN 978-4-08-871508-7 ISBN 599-988-3704-51-6 | | | |  |
|       | | | | |  |
| 9     | Érkezés Kiotóba | Kjóto tócsaku (京都到着) | 1996. február 2. | 2010. október 2. |  |
| 9     | Fejezetek - 067. Egy démon születése (小さな修羅の芽生え; Csísza na sura no mebae) - 068. Aki tudja, mit akar (野心家の肖像; Jasin-ka no sózó) - 069. Taktikázás (闘いの駆け引き; Tatakai no kakehiki) - 070. Szódzsiró, a zseni (天剣の宗次郎; Tenken no Szódzsiró) - 071. Ismét Kiotó felé (再び京都へ; Futatabi Kjóto e) - 072. Találkozás az erdőben 1. rész (森の出会い (前編); Mori no deai (zenpen)) - 073. Találkozás az erdőben 2. rész (森の出会い (後編); Mori no deai (kóhen)) - 074. Érkezés Kiotóba (京都到着; Kjóto tócsaku) - 075. Az új szakabató nyomában (逆刃刀を求めて; Szakabató o motemete)                                                                                              | Fejezetek - 067. Egy démon születése (小さな修羅の芽生え; Csísza na sura no mebae) - 068. Aki tudja, mit akar (野心家の肖像; Jasin-ka no sózó) - 069. Taktikázás (闘いの駆け引き; Tatakai no kakehiki) - 070. Szódzsiró, a zseni (天剣の宗次郎; Tenken no Szódzsiró) - 071. Ismét Kiotó felé (再び京都へ; Futatabi Kjóto e) - 072. Találkozás az erdőben 1. rész (森の出会い (前編); Mori no deai (zenpen)) - 073. Találkozás az erdőben 2. rész (森の出会い (後編); Mori no deai (kóhen)) - 074. Érkezés Kiotóba (京都到着; Kjóto tócsaku) - 075. Az új szakabató nyomában (逆刃刀を求めて; Szakabató o motemete)                                                                                              | Szereplő(k) a borítón - Himura Kensin - Kamija Kaoru - Szagara Szanoszuke - Mjódzsin Jahiko - Makimacsi Miszao - Szaitó Hadzsime - Sinomori Aosi Oldalszám 188 | Szereplő(k) a borítón - Himura Kensin - Kamija Kaoru - Szagara Szanoszuke - Mjódzsin Jahiko - Makimacsi Miszao - Szaitó Hadzsime - Sinomori Aosi Oldalszám 188 |  |
| 9     | ISBN: ISBN 978-4-08-871509-4 ISBN 978-963-9794-55-9 | | | |  |
|       | | | | |  |
| 10    | A micurugi mestere és tanítványa | Micurugi no sitei (御剣の師弟) | 1996. április 4. | 2011. május 15. |  |
| 10    | Fejezetek - 076. A Tíz Katana megindul (十本刀動く; Dzsuppongatana ugoku) - 077. Egy halálos küzdelem nyitánya (死斗の幕開け; Sitó no makuake) - 078. A Tíz Katana (十本刀·張; Dzsuppongatana: Csó) - 079. A hajszálpenge (薄刃乃太刀; Hakudzsin no tacsi) - 080. A tiltott kardrántás (禁忌の抜刀; Kinki no battó) - 081. Sakkú emléke (赤空の想い; Sakkú no omoi) - 082. Egy fontos nyom (手繰りよる糸; Tagurijoru ito) - 083. Hiko Szeidzsúró (比古清十郎; Hiko Szeidzsúró) - 084. A micurugi mestere és tanítványa (御剣の師弟; Micurugi no sitei) | Fejezetek - 076. A Tíz Katana megindul (十本刀動く; Dzsuppongatana ugoku) - 077. Egy halálos küzdelem nyitánya (死斗の幕開け; Sitó no makuake) - 078. A Tíz Katana (十本刀·張; Dzsuppongatana: Csó) - 079. A hajszálpenge (薄刃乃太刀; Hakudzsin no tacsi) - 080. A tiltott kardrántás (禁忌の抜刀; Kinki no battó) - 081. Sakkú emléke (赤空の想い; Sakkú no omoi) - 082. Egy fontos nyom (手繰りよる糸; Tagurijoru ito) - 083. Hiko Szeidzsúró (比古清十郎; Hiko Szeidzsúró) - 084. A micurugi mestere és tanítványa (御剣の師弟; Micurugi no sitei) | Szereplő(k) a borítón - Himura Kensin - Kamija Kaoru - Szagara Szanoszuke - Mjódzsin Jahiko Oldalszám 198                                                      | Szereplő(k) a borítón - Himura Kensin - Kamija Kaoru - Szagara Szanoszuke - Mjódzsin Jahiko Oldalszám 198                                                      |  |
| 10    | ISBN: ISBN 978-4-08-871510-0 ISBN 978-963-9794-56-6 | | | |  |
|       | | | | |  |
| 11    | A pusztítás nyitánya | Hókai no dzsojoku (崩壊の序曲) | 1996. június 4. | 2011. október 15. |  |
| 11    | Fejezetek - 085. Felemás érzések (気持ち半分; Kimocsi habun) - 086. Aosi és Okina (蒼紫と翁; Aosi to Okina) - 087. A démonok gyülekeznek (修羅の会合; Sura no kaigó) - 088. A pusztítás nyitánya (崩壊の序曲; Hókai no dzsojoku) - 089. Aosi vs. Okina (蒼紫対翁; Aosi tai Okina) - 090. Végzetes vérontás (鮮血の終焉; Szenkecu no súen) - 091. Miszao döntése (操の決意; Miszao no kecui) - 092. A taréjos, a söprűfej és a... (トリとホウキと; Tori to hóki to) - 093. A neve: Uszui (その名は宇水; Szono na va Uszui) | Fejezetek - 085. Felemás érzések (気持ち半分; Kimocsi habun) - 086. Aosi és Okina (蒼紫と翁; Aosi to Okina) - 087. A démonok gyülekeznek (修羅の会合; Sura no kaigó) - 088. A pusztítás nyitánya (崩壊の序曲; Hókai no dzsojoku) - 089. Aosi vs. Okina (蒼紫対翁; Aosi tai Okina) - 090. Végzetes vérontás (鮮血の終焉; Szenkecu no súen) - 091. Miszao döntése (操の決意; Miszao no kecui) - 092. A taréjos, a söprűfej és a... (トリとホウキと; Tori to hóki to) - 093. A neve: Uszui (その名は宇水; Szono na va Uszui) | Szereplő(k) a borítón - Himura Kensin Oldalszám 200 | Szereplő(k) a borítón - Himura Kensin Oldalszám 200 |  |
| 11    | ISBN: ISBN 978-4-08-872281-8 ISBN 978-963-9794-57-3 | | | |  |
|       | | | | |  |
| 12    | A kiotói nagy tűzvész | Kjóto taika (京都大火) | 1996. szeptember 4. | 2012. április 14. |  |
| 12    | Fejezetek - 094. Az utolsó lecke (伝授開始; Dendzsu kaisi) - 095. Ha eldobod az életed (命を捨てても…; Inocsi o szutetemo…) - 096. Élet és halál között (生と死の間で…; Szei to si no hazama de…) - 097. A Tíz Katana összegyűlik (十本刀集結; Dzsuppongatana súkecu) - 098. Egy újabb cél (もう一つの目的; Mó hitocu no mokuteki) - 099. Mintha repülnél (翔ぶが如く; Tobu ga gotoku) - 100. A kiotói nagy tűzvész 1. rész (京都大火 (前編); Kjóto taika (zenpen)) - 101. A kiotói nagy tűzvész 2. rész (京都大火 (中編); Kjóto taika (csúhen)) - 102. A kiotói nagy tűzvész 3. rész (京都大火 (後編); Kjóto taika (kóhen))                                                                                    | Fejezetek - 094. Az utolsó lecke (伝授開始; Dendzsu kaisi) - 095. Ha eldobod az életed (命を捨てても…; Inocsi o szutetemo…) - 096. Élet és halál között (生と死の間で…; Szei to si no hazama de…) - 097. A Tíz Katana összegyűlik (十本刀集結; Dzsuppongatana súkecu) - 098. Egy újabb cél (もう一つの目的; Mó hitocu no mokuteki) - 099. Mintha repülnél (翔ぶが如く; Tobu ga gotoku) - 100. A kiotói nagy tűzvész 1. rész (京都大火 (前編); Kjóto taika (zenpen)) - 101. A kiotói nagy tűzvész 2. rész (京都大火 (中編); Kjóto taika (csúhen)) - 102. A kiotói nagy tűzvész 3. rész (京都大火 (後編); Kjóto taika (kóhen))                                                                                    | Szereplő(k) a borítón - Himura Kensin - Kamija Kaoru - Makimacsi Miszao - Sinomori Aosi Oldalszám 190                                                          | Szereplő(k) a borítón - Himura Kensin - Kamija Kaoru - Makimacsi Miszao - Sinomori Aosi Oldalszám 190                                                          |  |
| 12    | ISBN: ISBN 978-4-08-872282-5 ISBN 978-963-9794-58-0 | | | |  |
|       | | | | |  |
| 13    | A kiotói nagy tűzvész 2. | Migoto na joru (見事な夜) | 1996. december 2. | 2013. október 26. |  |
| 13    | Fejezetek - 103. (一夜明けて; Icsija akete) - 104. (なみだ; Namida) - 105. 見事な夜 (, ’Migoto na joru’) - 106. (蛇蝎の如く; Dankacu no gotoku) - 107. (明王; Mjóó) - 108. (力の差; Csikara no sza) - 109. (拳の確信; Kobusi no kakusin) - 110. (救い難き世界; Szukuigataki szekai) - 111. (拳の語らい; Kobusi no katarai) | Fejezetek - 103. (一夜明けて; Icsija akete) - 104. (なみだ; Namida) - 105. 見事な夜 (, ’Migoto na joru’) - 106. (蛇蝎の如く; Dankacu no gotoku) - 107. (明王; Mjóó) - 108. (力の差; Csikara no sza) - 109. (拳の確信; Kobusi no kakusin) - 110. (救い難き世界; Szukuigataki szekai) - 111. (拳の語らい; Kobusi no katarai) | Szereplő(k) a borítón - Himura Kensin Oldalszám 184 | Szereplő(k) a borítón - Himura Kensin Oldalszám 184 |  |
| 13    | ISBN: ISBN 4-08-872283-3 ISBN 978-963-9794-80-1 | | | |  |
|       | | | | |  |
| 14    | Eljött a megígért idő | Janszoku no toki va ima (約束の時は今) | 1997. március 4. | 2014. július 20. |  |
| 14    | Fejezetek - 112. (前進; Zensin) - 113. (宇水の心眼 斎藤の心眼; Uszui no singan, Szaitó no singan) - 114. 突きたてる牙 (, ’Cukitateru kiba’) - 115. (約束の時は今; Janszoku no toki va ima ) - 116. (再選開始; Szanszen kaisi) - 117. (蒼紫猛攻; Aosi mókó) - 118. (紙一重; Kamihitoe) - 119. (目醒める時は今; Mezameru toki va ima) - 120. (天翔龍閃其之壱; Amakakeru rjú no hirameki , szo no icsi) | Fejezetek - 112. (前進; Zensin) - 113. (宇水の心眼 斎藤の心眼; Uszui no singan, Szaitó no singan) - 114. 突きたてる牙 (, ’Cukitateru kiba’) - 115. (約束の時は今; Janszoku no toki va ima ) - 116. (再選開始; Szanszen kaisi) - 117. (蒼紫猛攻; Aosi mókó) - 118. (紙一重; Kamihitoe) - 119. (目醒める時は今; Mezameru toki va ima) - 120. (天翔龍閃其之壱; Amakakeru rjú no hirameki , szo no icsi) | Szereplő(k) a borítón - Himura Kensin - Sisio Makoto - Szeta Szódzsiró - Szadodzsima Hódzsi - Komagata Jumi Oldalszám 184                                      | Szereplő(k) a borítón - Himura Kensin - Sisio Makoto - Szeta Szódzsiró - Szadodzsima Hódzsi - Komagata Jumi Oldalszám 184                                      |  |
| 14    | ISBN: ISBN 978-4-08-872284-9 ISBN 978-615-5356-02-5 | | | |  |
|       | | | | |  |
| 15    | Az óriás és a legenda | Kjodzsin tai csódzsin (巨人対超人) | 1997. május 1. | 2014. december 15. |  |
| 15    | Fejezetek - 121. (攻防葵屋; Kóbó Aoi-ja) - 122. (闘う少年; Tatakau sónen) - 123. (闘う少女; Tatakau sódzso) - 124. (絶望の影; Zecubó no kage) - 125. (降臨!!; Kórin!!) - 126. (巨人対超人 (前編); Kjodzsin tai csódzsin (zenpen)) - 127. (巨人対超人 (後編); Kjodzsin tai csódzsin (kóhen)) - 128. (宗次郎出陣; Szódzsiró szucudzsin) - 129. (縮地; Sukucsi) | Fejezetek - 121. (攻防葵屋; Kóbó Aoi-ja) - 122. (闘う少年; Tatakau sónen) - 123. (闘う少女; Tatakau sódzso) - 124. (絶望の影; Zecubó no kage) - 125. (降臨!!; Kórin!!) - 126. (巨人対超人 (前編); Kjodzsin tai csódzsin (zenpen)) - 127. (巨人対超人 (後編); Kjodzsin tai csódzsin (kóhen)) - 128. (宗次郎出陣; Szódzsiró szucudzsin) - 129. (縮地; Sukucsi) | Szereplő(k) a borítón - Himura Kensin - Kamija Kaoru Oldalszám 182                                                                                             | Szereplő(k) a borítón - Himura Kensin - Kamija Kaoru Oldalszám 182                                                                                             |  |
| 15    | ISBN: ISBN 978-4-08-872295-5 ISBN 978-615-5356-03-2 | | | |  |
|       | | | | |  |
| 16    | ' | Szecuri (摂理) | 1997. június 4. | 2015. október 20. |  |
| 16    | Fejezetek - 130. (宗次郎の過去-月夜の邂逅-; Szódzsiró no kako - Cukijo no kaikó - ) - 131. (宗次郎の過去-稲妻の狂宴-; Szódzsiró no kako - Inazuma no kjóen - ) - 132. 宗次郎の過去-氷雨の笑顔- (, ’ Szódzsiró no kako - Hiszame no egao - ’) - 133. (精神崩壊; Kokoro kovareru ) - 134. (天翔龍閃其之弐; Amakakeru rjú no hirameki, szo no ni ) - 135. (集う者去る者; Cudómono szarumono ) - 136. (闘いの始まりはいつからだったか; Tatakai no hadzsimari va icu kara datta ka ) - 137. (糧; Kate) - 138. (摂理; Szecuri) | Fejezetek - 130. (宗次郎の過去-月夜の邂逅-; Szódzsiró no kako - Cukijo no kaikó - ) - 131. (宗次郎の過去-稲妻の狂宴-; Szódzsiró no kako - Inazuma no kjóen - ) - 132. 宗次郎の過去-氷雨の笑顔- (, ’ Szódzsiró no kako - Hiszame no egao - ’) - 133. (精神崩壊; Kokoro kovareru ) - 134. (天翔龍閃其之弐; Amakakeru rjú no hirameki, szo no ni ) - 135. (集う者去る者; Cudómono szarumono ) - 136. (闘いの始まりはいつからだったか; Tatakai no hadzsimari va icu kara datta ka ) - 137. (糧; Kate) - 138. (摂理; Szecuri) | Szereplő(k) a borítón - Himura Kensin - Kamija Kaoru Oldalszám 180                                                                                             | Szereplő(k) a borítón - Himura Kensin - Kamija Kaoru Oldalszám 180                                                                                             |  |
| 16    | ISBN: ISBN 978-4-08-872296-2 ISBN 978-615-5356-04-9 | | | |  |
|       | | | | |  |
| 17    | ' | Keccsaku (決着) | 1997. október 3. | ' |  |
| 17    | Fejezetek - 139. (高笑い; Takavarai) - 140. (命運未だ尽きず; Meiun imada cukizu ) - 141. 両刃の炎 (, ’ Moroha no honó’) - 142. (最終局面; Szaisú kjokumen) - 143. (天翔龍閃其之参; Amakakeru rjú no hirameki, szo no han) - 144. (由美•愛の形; Jumi: Ai no katacsi) - 145. (決着-時代の選びし者-; Keccsaku - dzsidai no erabisimono -) - 146. (方治の執念; Hódzsi no dzsúnen) - 147. (京都編エピローグ其之壱•十本刀始末 (前編); Kjóto-hen epirógu szo no icsi: Dzsuppongatana simacu (zenpen)) - 148. (京都編エピローグ其之弐•十本刀始末 (後編); Kjóto-hen epirógu szo no ni: Dzsuppongatana simacu (kóhen)) | Fejezetek - 139. (高笑い; Takavarai) - 140. (命運未だ尽きず; Meiun imada cukizu ) - 141. 両刃の炎 (, ’ Moroha no honó’) - 142. (最終局面; Szaisú kjokumen) - 143. (天翔龍閃其之参; Amakakeru rjú no hirameki, szo no han) - 144. (由美•愛の形; Jumi: Ai no katacsi) - 145. (決着-時代の選びし者-; Keccsaku - dzsidai no erabisimono -) - 146. (方治の執念; Hódzsi no dzsúnen) - 147. (京都編エピローグ其之壱•十本刀始末 (前編); Kjóto-hen epirógu szo no icsi: Dzsuppongatana simacu (zenpen)) - 148. (京都編エピローグ其之弐•十本刀始末 (後編); Kjóto-hen epirógu szo no ni: Dzsuppongatana simacu (kóhen)) | Szereplő(k) a borítón - Himura Kensin | Szereplő(k) a borítón - Himura Kensin |  |
| 17    | ISBN: ISBN 978-4-08-872297-9 | | | |  |
|       | | | | |  |
| 18    | ' | Dzsúdzsi kizu va mada aru ka? (十字傷はまだ有るか?) | 1997. december 4. | ' |  |
| 18    | Fejezetek - 149. (京都編エピローグ其之参•初夏の午前; Kjóto-hen epirógu so no szan: Soka no gozen) - 150. (京都編エピローグ其之四•初夏の午後; Kjóto-hen epirógu szo no si: Soka no gogo ) - 151. 京都編エピローグ其之五 • In The Blue Sky (, ’ Kjóto-hen epirógu szo no go: In za burú szukai’) - 152. (十字傷はまだ有るか?; Dzsúdzsi kizu va mada aru ka?) - 153. (隻腕の男; Szekivan no otoko) - 154. (復讐の狼煙; Fukusú no norosi) - 155. (人誅; Dzsincsú) - 156. (同志; Dósi) - 157. (弥彦のあせり; Jahiko no aszeri) - 158. (双嵐吹き荒ぶ!; Szóran fukiszuszabu) | Fejezetek - 149. (京都編エピローグ其之参•初夏の午前; Kjóto-hen epirógu so no szan: Soka no gozen) - 150. (京都編エピローグ其之四•初夏の午後; Kjóto-hen epirógu szo no si: Soka no gogo ) - 151. 京都編エピローグ其之五 • In The Blue Sky (, ’ Kjóto-hen epirógu szo no go: In za burú szukai’) - 152. (十字傷はまだ有るか?; Dzsúdzsi kizu va mada aru ka?) - 153. (隻腕の男; Szekivan no otoko) - 154. (復讐の狼煙; Fukusú no norosi) - 155. (人誅; Dzsincsú) - 156. (同志; Dósi) - 157. (弥彦のあせり; Jahiko no aszeri) - 158. (双嵐吹き荒ぶ!; Szóran fukiszuszabu) | Szereplő(k) a borítón - Himura Kensin - Kamija Kaoru - Jukisiro Enisi                                                                                          | Szereplő(k) a borítón - Himura Kensin - Kamija Kaoru - Jukisiro Enisi                                                                                          |  |
| 18    | ISBN: ISBN 978-4-08-872298-6 | | | |  |
|       | | | | |  |
| 19    | ' | Maborosi to gendzsicu ( 幻と現実) | 1998. február 4. | ' |  |
| 19    | Fejezetek - 159. (無敵鉄甲; Mutekitekkó) - 160. (人間暗器; Ningen anki) - 161. 穿つ問い掛け (, ’ Ugacu toikake’) - 162. (暁に想う; Akacuki ni omou) - 163. (終焉への序曲; Súen e no dzsokjoku) - 164. (幻と現実; Maborosi to gendzsicu) - 165. (追憶ノ壱-人斬り-; Cuioku no icsi -Hitokiri-) - 166. (追憶ノ弐-抜刀斎誕生-; Cuioku no ni -Battószai tandzsó-) - 167. (追憶ノ参-血の雨の男と女-; Cuioku no szan -Chi no ame no otoko to onna-) | Fejezetek - 159. (無敵鉄甲; Mutekitekkó) - 160. (人間暗器; Ningen anki) - 161. 穿つ問い掛け (, ’ Ugacu toikake’) - 162. (暁に想う; Akacuki ni omou) - 163. (終焉への序曲; Súen e no dzsokjoku) - 164. (幻と現実; Maborosi to gendzsicu) - 165. (追憶ノ壱-人斬り-; Cuioku no icsi -Hitokiri-) - 166. (追憶ノ弐-抜刀斎誕生-; Cuioku no ni -Battószai tandzsó-) - 167. (追憶ノ参-血の雨の男と女-; Cuioku no szan -Chi no ame no otoko to onna-) | Szereplő(k) a borítón - Himura Kensin - Jukisiro Tomoe - Jukisiro Enisi                                                                                        | Szereplő(k) a borítón - Himura Kensin - Jukisiro Tomoe - Jukisiro Enisi                                                                                        |  |
| 19    | ISBN: ISBN 978-4-08-872515-4 | | | |  |
|       | | | | |  |
| 20    | ' | Cuioku ( 追憶) | 1998. május 4. | ' |  |
| 20    | Fejezetek - 168. (追憶ノ四-雪代 巴- ; Cuioku no si -Jukishiro Tomoe-) - 169. (追憶ノ伍-狂- ; Cuioku no go –Kjó-) - 170. 追憶ノ六-激動•元治元年- (, ’ Cuioku no roku - Gekidó: gendzsi gannen- ’) - 171. (小休止; Sókjúsi ) - 172. (追憶ノ七-田園にて- ; Cuioku no nana – Denen ni te –) - 173. (追憶ノ八-縁、来訪- ; Cuioku no hacsi -Enisi, raihó- ) - 174. (追憶ノ九-雪、白く…- ; Cuioku no kjú -Juki, siroku... ) - 175. (追憶ノ十-結界の森-; Cuioku no dzsú -Kekkai no mori-) - 176. (追憶ノ十一-闇乃武- ; Cuioku no dzsúicsi - Jaminobu -) - 177. (追憶ノ十二-激闘- ; Cuioku no dzsúni -Gekitó-) | Fejezetek - 168. (追憶ノ四-雪代 巴- ; Cuioku no si -Jukishiro Tomoe-) - 169. (追憶ノ伍-狂- ; Cuioku no go –Kjó-) - 170. 追憶ノ六-激動•元治元年- (, ’ Cuioku no roku - Gekidó: gendzsi gannen- ’) - 171. (小休止; Sókjúsi ) - 172. (追憶ノ七-田園にて- ; Cuioku no nana – Denen ni te –) - 173. (追憶ノ八-縁、来訪- ; Cuioku no hacsi -Enisi, raihó- ) - 174. (追憶ノ九-雪、白く…- ; Cuioku no kjú -Juki, siroku... ) - 175. (追憶ノ十-結界の森-; Cuioku no dzsú -Kekkai no mori-) - 176. (追憶ノ十一-闇乃武- ; Cuioku no dzsúicsi - Jaminobu -) - 177. (追憶ノ十二-激闘- ; Cuioku no dzsúni -Gekitó-) | Szereplő(k) a borítón - Himura Kensin - Jukisiro Enisi | Szereplő(k) a borítón - Himura Kensin - Jukisiro Enisi |  |
| 20    | ISBN: ISBN 978-4-08-872551-2 | | | |  |
|       | | | | |  |
| 21    | ' | Szosite dzsidai va nagare (そして時代は流れ) | 1998. július 3. | ' |  |
| 21    | Fejezetek - 178. (追憶ノ十三-十字傷-; Cuioku no dzsúszan -Dzsúdzsi kizu-) - 179. (追憶ノ十四-そして時代は流れ-; Cuioku no dzsúsi -Szoshite dzsdai va nagare-) - 180. (夜が更けて…; Jo ga fukete...) - 181. (一縷の望み; Icsiru no nozomi) - 182. (告白 (前編); Kokuhaku (zenpen)) - 183. (告白 (後編); Kokuhaku (kóhen)) - 184. (花火; Hanabi ) - 185. (対アームストロング砲; Tai Ámuszuturongu kanon) - 186. (新•無敵鉄甲; Sin mutekitekkó) | Fejezetek - 178. (追憶ノ十三-十字傷-; Cuioku no dzsúszan -Dzsúdzsi kizu-) - 179. (追憶ノ十四-そして時代は流れ-; Cuioku no dzsúsi -Szoshite dzsdai va nagare-) - 180. (夜が更けて…; Jo ga fukete...) - 181. (一縷の望み; Icsiru no nozomi) - 182. (告白 (前編); Kokuhaku (zenpen)) - 183. (告白 (後編); Kokuhaku (kóhen)) - 184. (花火; Hanabi ) - 185. (対アームストロング砲; Tai Ámuszuturongu kanon) - 186. (新•無敵鉄甲; Sin mutekitekkó) | Szereplő(k) a borítón - Himura Kensin - Jukisiro Tomoe | Szereplő(k) a borítón - Himura Kensin - Jukisiro Tomoe |  |
| 21    | ISBN: ISBN 978-4-08-872574-1 | | | |  |
|       | | | | |  |
| 22    | ' | Szankjoku no tatakai (三局の戦い) | 1998. szeptember 3. | ' |  |
| 22    | Fejezetek - 187. (戦局の行方; Szenkjoku no jukue) - 188. (機巧の芸術家; Karakuri no arutiszuto) - 189. (三局の闘い其之一ノ一; Szankjoku no tatakai: Szo no icsi no icsi.) - 190. (三局の闘い其之一ノ二; Szankjoku no tatakai: Szo no Icsi no ni) - 191. (三局の闘い其之二ノ一; Szankjoku no tatakai: Szo no ni no icsi) - 192. (三局の闘い其之二ノ二; Szankjoku no tatakai: Szo no ni no ni) - 193. (三局の闘い其之二ノ三; Szankjoku no tatakai: Szo no ni no szan) - 194. (三局の闘い其之三ノ一; Szankjoku no tatakai: Szo no szan no icsi) - 195. (三局の闘い其之三ノ二; Szankjoku no tatakai : Szo no szan no ni) - 196. (狼の紫煙; Ókami no sien)                                                           | Fejezetek - 187. (戦局の行方; Szenkjoku no jukue) - 188. (機巧の芸術家; Karakuri no arutiszuto) - 189. (三局の闘い其之一ノ一; Szankjoku no tatakai: Szo no icsi no icsi.) - 190. (三局の闘い其之一ノ二; Szankjoku no tatakai: Szo no Icsi no ni) - 191. (三局の闘い其之二ノ一; Szankjoku no tatakai: Szo no ni no icsi) - 192. (三局の闘い其之二ノ二; Szankjoku no tatakai: Szo no ni no ni) - 193. (三局の闘い其之二ノ三; Szankjoku no tatakai: Szo no ni no szan) - 194. (三局の闘い其之三ノ一; Szankjoku no tatakai: Szo no szan no icsi) - 195. (三局の闘い其之三ノ二; Szankjoku no tatakai : Szo no szan no ni) - 196. (狼の紫煙; Ókami no sien)                                                           | Szereplő(k) a borítón - Himura Kensin | Szereplő(k) a borítón - Himura Kensin |  |
| 22    | ISBN: ISBN 978-4-08-872601-4 | | | |  |
|       | | | | |  |
| 23    | ' | Cumi to bacu no isiki (罪と罰の意識) | 1998. november 4. | ' |  |
| 23    | Fejezetek - 197. (再びの狼; Futatabi no ókami) - 198. (負ける気がしねぇ; Makeru ki ga siné) - 199. (甘い采配; Amai szaihai) - 200. (宿命の私闘; Sukumei no sitó) - 201. (もう一つの力; Mó hitocu no csikara) - 202. (昔語り; Mukasigatari) - 203. (この十五年に及ぶ私闘に純然たる決着を; Kono dzsúgonen ni ojobu sitó ni dzsunzentaru keccsaku o) - 204. (罪と罰の意識; Cumi to bacu no isiki) - 205. (人誅真意; Dzsincsú sini) - 206. (鈍色暗中; Nibíro ancsú) | Fejezetek - 197. (再びの狼; Futatabi no ókami) - 198. (負ける気がしねぇ; Makeru ki ga siné) - 199. (甘い采配; Amai szaihai) - 200. (宿命の私闘; Sukumei no sitó) - 201. (もう一つの力; Mó hitocu no csikara) - 202. (昔語り; Mukasigatari) - 203. (この十五年に及ぶ私闘に純然たる決着を; Kono dzsúgonen ni ojobu sitó ni dzsunzentaru keccsaku o) - 204. (罪と罰の意識; Cumi to bacu no isiki) - 205. (人誅真意; Dzsincsú sini) - 206. (鈍色暗中; Nibíro ancsú) | Szereplő(k) a borítón - Himura Kensin - Kamija Kaoru | Szereplő(k) a borítón - Himura Kensin - Kamija Kaoru |  |
| 23    | ISBN: ISBN 978-4-08-872626-7 | | | |  |
|       | | | | |  |
| 24    | ' | Jume no ovari (ユメノオワリ) | 1999. február 4. | ' |  |
| 24    | Fejezetek - 207. (暗転入滅; Anten njúmecu) - 208. (ユメノオワリ; Jume no ovari) - 209. (あばよ; Aba jo) - 210. (オイボレ-その男素性不明- ; Oibore -Szono otoko szudzsófumei-) - 211. (零じゃあない; Zero dzsá nai ) - 212. (行動開始; Kódó kaisi) - 213. (交換条件; Kókan dzsóken) - 214. (縁変調; Enisi hencsó) - 215. (三日経過; Mikka keika) - 216. (黒い装束の二人 (前編); Kuroi sózoku no futari (zenpen)) - 217. (黒い装束の二人 (後編); Kuroi sózoku no futari (kóhen)) | Fejezetek - 207. (暗転入滅; Anten njúmecu) - 208. (ユメノオワリ; Jume no ovari) - 209. (あばよ; Aba jo) - 210. (オイボレ-その男素性不明- ; Oibore -Szono otoko szudzsófumei-) - 211. (零じゃあない; Zero dzsá nai ) - 212. (行動開始; Kódó kaisi) - 213. (交換条件; Kókan dzsóken) - 214. (縁変調; Enisi hencsó) - 215. (三日経過; Mikka keika) - 216. (黒い装束の二人 (前編); Kuroi sózoku no futari (zenpen)) - 217. (黒い装束の二人 (後編); Kuroi sózoku no futari (kóhen)) | Szereplő(k) a borítón - Himura Kensin - Kamija Kaoru - Mjódzsin Jahiko                                                                                         | Szereplő(k) a borítón - Himura Kensin - Kamija Kaoru - Mjódzsin Jahiko                                                                                         |  |
| 24    | ISBN: ISBN 978-4-08-872668-7 | | | |  |
|       | | | | |  |
| 25    | ' | Sindzsicu (真実) | 1999. április 2. | ' |  |
| 25    | Fejezetek - 218. (狂気 解き放たる; Kjóki tokihanataru) - 219. (弥彦 真の闘い 其の壱; Jahiko, shin no tatakai: szo no icsi) - 220. (弥彦 真の闘い 其の弐; Jahiko, sin no tatakai: szo no ni) - 221. (弥彦 真の闘い 其の参; Jahiko, sin no tatakai: szo no szan) - 222. (弥彦 真の闘い 其の四; Jahiko, sin no tatakai: szo no si) - 223. (夢と現と幻; Jume to ucucu to maborosi) - 224. (真実; Sindzsicu) - 225. (その時、一陣の風; Szo no toki, icsidzsin no kaze) - 226. (侍から士族へ; Szamurai kara sizoku e) - 227. (あと四日、あと一人; Ato jokka, ato hitori) | Fejezetek - 218. (狂気 解き放たる; Kjóki tokihanataru) - 219. (弥彦 真の闘い 其の壱; Jahiko, shin no tatakai: szo no icsi) - 220. (弥彦 真の闘い 其の弐; Jahiko, sin no tatakai: szo no ni) - 221. (弥彦 真の闘い 其の参; Jahiko, sin no tatakai: szo no szan) - 222. (弥彦 真の闘い 其の四; Jahiko, sin no tatakai: szo no si) - 223. (夢と現と幻; Jume to ucucu to maborosi) - 224. (真実; Sindzsicu) - 225. (その時、一陣の風; Szo no toki, icsidzsin no kaze) - 226. (侍から士族へ; Szamurai kara sizoku e) - 227. (あと四日、あと一人; Ato jokka, ato hitori) | Szereplő(k) a borítón - Himura Kensin - Szagara Szanoszuke - Mjódzsin Jahiko                                                                                   | Szereplő(k) a borítón - Himura Kensin - Szagara Szanoszuke - Mjódzsin Jahiko                                                                                   |  |
| 25    | ISBN: ISBN 978-4-08-872696-0 | | | |  |
|       | | | | |  |
| 26    | ' | Otoko no szenaka (男の背中) | 1999. július 2. | ' |  |
| 26    | Fejezetek - 228. (男の背中 其の壱 喧嘩屋再開; Otoko no szenaka, szo no icsi: Kenka-ja szaikai) - 229. (男の背中 其の弐 似た者同士; Otoko no szenaka, szo no ni: Nitamonodósi) - 230. (男の背中 其の参 家族の肖像; Otoko no szenaka, szo no szan: Kazoku no sózó) - 231. (男の背中 其の四 一触即発; Otoko no szenaka, szo no si: Issokuszokuhacu) - 232. (男の背中 其の伍 悪一文字; Otoko no szenaka, szo no go: Aku icsimondzsi) - 233. (男の背中 其の六 山鳴り; Otoko no szenaka, szo no roku: Jamanari) - 234. (男の背中 其の七 背中は語る; Otoko no szenaka, so no nana: Szenaka va kataru) - 235. (あの日見た、雪の白さ; Ano hi mita, juki no sirosza) - 256. (上陸; Dzsóriku) - 237. (仲違い; Nakatagai)   | Fejezetek - 228. (男の背中 其の壱 喧嘩屋再開; Otoko no szenaka, szo no icsi: Kenka-ja szaikai) - 229. (男の背中 其の弐 似た者同士; Otoko no szenaka, szo no ni: Nitamonodósi) - 230. (男の背中 其の参 家族の肖像; Otoko no szenaka, szo no szan: Kazoku no sózó) - 231. (男の背中 其の四 一触即発; Otoko no szenaka, szo no si: Issokuszokuhacu) - 232. (男の背中 其の伍 悪一文字; Otoko no szenaka, szo no go: Aku icsimondzsi) - 233. (男の背中 其の六 山鳴り; Otoko no szenaka, szo no roku: Jamanari) - 234. (男の背中 其の七 背中は語る; Otoko no szenaka, so no nana: Szenaka va kataru) - 235. (あの日見た、雪の白さ; Ano hi mita, juki no sirosza) - 256. (上陸; Dzsóriku) - 237. (仲違い; Nakatagai)   | Szereplő(k) a borítón - Himura Kensin - Kamija Kaoru - Jukisiro Enisi - Jukisiro Tomoe                                                                         | Szereplő(k) a borítón - Himura Kensin - Kamija Kaoru - Jukisiro Enisi - Jukisiro Tomoe                                                                         |  |
| 26    | ISBN: ISBN 978-4-08-872732-5 | | | |  |
|       | | | | |  |
| 27    | ' | Kotae (答) | 1999. szeptember 3. | ' |  |
| 27    | Fejezetek - 238. (四星変化; Súsin henge) - 239. (四神対決-斎藤対青龍-; Súsin taikecu -Szaitó tai Szeirjú-) - 240. (四神対決-蒼紫対朱雀-; Súsin taikecu -Aosi tai Szuzaku-) - 241. (四神対決-左之助対白虎-; Súsin taikecu -Szanosuke tai Bjakko-) - 242. (四神対決-弥彦対玄武-; Súsin taikecu -Jahiko tai Genbu-) - 243. (龍虎再見; Rjúko szaiken) - 244. (撃剣; Gekiken) - 245. (飛天御剣流、封殺; Hiten micurugi-rjú, fúszacu) - 246. (答; Kotae) - 247. (狂経脈; Kjókeimjaku) | Fejezetek - 238. (四星変化; Súsin henge) - 239. (四神対決-斎藤対青龍-; Súsin taikecu -Szaitó tai Szeirjú-) - 240. (四神対決-蒼紫対朱雀-; Súsin taikecu -Aosi tai Szuzaku-) - 241. (四神対決-左之助対白虎-; Súsin taikecu -Szanosuke tai Bjakko-) - 242. (四神対決-弥彦対玄武-; Súsin taikecu -Jahiko tai Genbu-) - 243. (龍虎再見; Rjúko szaiken) - 244. (撃剣; Gekiken) - 245. (飛天御剣流、封殺; Hiten micurugi-rjú, fúszacu) - 246. (答; Kotae) - 247. (狂経脈; Kjókeimjaku) | Szereplő(k) a borítón - Himura Kensin - Jukisiro Enisi | Szereplő(k) a borítón - Himura Kensin - Jukisiro Enisi |  |
| 27    | ISBN: ISBN 978-4-08-872758-5 | | | |  |
|       | | | | |  |
| 28    | ' | Aratanaru szedai e (新たなる世代へ) | 1999. november 4. | ' |  |
| 28    | Fejezetek - 248. (怒り; Ikari) - 249. (新たなる一歩; Aratanaru ippo) - 250. (笑顔、再び; Egao, futatabi) - 251. ( ; Hurry Go Round!) - 252. (秋風; Akikaze) - 253. (小春日和; Koharubijori) - 254. (星霜; Szeiszó) - 255. ((終幕) 新たなる世代へ; (súmaku) Aratanaru szedai e) - (Meteor Strike メテオ ストライク; Meteo szutoraiku) - (特別編④ 弥彦の逆刃刀; Tokubecuhen 4: Jahiko no szakabató) - (特別編⑤ 春に桜; Tokubecuhen 5: Haru ni szakura) | Fejezetek - 248. (怒り; Ikari) - 249. (新たなる一歩; Aratanaru ippo) - 250. (笑顔、再び; Egao, futatabi) - 251. ( ; Hurry Go Round!) - 252. (秋風; Akikaze) - 253. (小春日和; Koharubijori) - 254. (星霜; Szeiszó) - 255. ((終幕) 新たなる世代へ; (súmaku) Aratanaru szedai e) - (Meteor Strike メテオ ストライク; Meteo szutoraiku) - (特別編④ 弥彦の逆刃刀; Tokubecuhen 4: Jahiko no szakabató) - (特別編⑤ 春に桜; Tokubecuhen 5: Haru ni szakura) | Szereplő(k) a borítón - Himura Kensin - Kamija Kaoru | Szereplő(k) a borítón - Himura Kensin - Kamija Kaoru |  |
| 28    | ISBN: ISBN 978-4-08-872782-0 | | | |  |